# Igor Martínez
Igor Martínez Caseras (Vitoria, 19 luglio 1989) è un ex calciatore spagnolo, di ruolo centrocampista.

## Carriera

### Club
Dal 2007 al 2010 milita nel Deportivo Alavés.
Dal 2010 gioca nell'Athletic Bilbao, disputando varie partite sia nella squadra riserve che in prima squadra.
Nel 2013-14 passa in prestito nel Mirandés in Segunda division.